# .td
.td는 차드(프랑스어:Tchad)의 인터넷 국가 코드 최상위 도메인이다.

## 2차 도메인
등록은 2차 도메인 하의 3차 도메인 간에 직접 이루어진다:
- .presid.td
- .gouv.td
- .com.td
- .org.td
- .nat.td
- .tourism.td
- .info.td
- .net.td
- .sante.td
- .edu.td
- .agri.td
- .ordr.td